# Crash Bandicoot Purple: Ripto’s Rampage и Spyro Orange: The Cortex Conspiracy
Crash Bandicoot Purple: Ripto’s Rampage и Spyro Orange: The Cortex Conspiracy — видеоигры в жанре платформер для Game Boy Advance, представляющие собой гибрид Crash Bandicoot и Spyro the Dragon. В Европе игры изданы под названиями Crash Bandicoot Fusion и Spyro Fusion соответственно. На территории Японии игры известны как Crash Bandicoot Advance: Wakuwaku Tomodachi Daisakusen! (яп. クラッシュ・バンディクー アドバンス わくわく友ダチ大作戦! Курассю Бандику: Адобансу Вакуваку Томо Дати Даи Сакусэн!) и Spyro Advance: Wakuwaku Tomodachi Daisakusen! (яп. スパイロ アドバンス わくわく友ダチ大作戦! Супайро Адобансу Вакуваку Томо Дати Даи Сакусэн!).
Являются десятой игрой серии Crash Bandicoot и восьмой в серии Spyro. Обе игры сделаны эксклюзивно для Game Boy Advance. Сюжет заключается в том, что Доктор Нео Кортекс и Рипто объединили усилия, чтобы уничтожить своих врагов. Главные герои игры тоже должны объединиться для победы над Доктором Нео Кортексом и Рипто.

## Геймплей
Crash Bandicoot Purple: Ripto’s Rampage и Spyro Orange: The Cortex Conspiracy — это приключенческие игры, в которых игрок управляет Крэшем или Спайро (в зависимости от игры). Обе игры состоят в основном из мини-игр, которые содержат различные элементы геймплея. В играх используется кабель Game Link Cable, позволяющий играть в мультиплеерные версии нескольких мини-игр. Для многих этих мини-игр требуется лишь одна копия любой из игр. За выполнение заданий игроку дают карточки, которыми он может обмениваться с другим владельцем GBA, даже если у него нет ни одной из этих игр. Если связать эти игры, то откроется дополнительный контент.

## Сюжет
Крэш и Спайро должны спасти свои миры от Рипто и Кортекса, которые вступили в союз для завоевания мира. История начинается с того, что Рипто и Кортекс решают устранить своих заклятых врагов. Кортекс создал генно-модифицированных Riptoc и отправляет их, замаскированных под Крэша и Спайро. Крэш и Спайро узнают, что их миры в опасности, и отправляются спасать их. Через некоторое время главные герои сталкиваются друг с другом, и каждый, думая, что каждый из них это замаскированный Riptoc, нападает, но вскоре они понимают, что ошибались, и объединяют усилия.
Двух героев не может ничего остановить. Легко одолев Tiny Tiger, Crush и Gulp, главные герои узнают, что Нина Кортекс похитила Коко и профессора. Спайро спасает Коко и профессора, в то время как Нина Кортекс была отвлечена Крэшем. Главные герои, пройдя много испытаний, наконец, находят штаб Рипто и Кортекса. Командной работой Спайро и Крэш побеждают злодеев, герои благодарят друг друга, и игра заканчивается титрами на фоне фотографии с Крэшем, дружески обнимающим Спайро.

## Критика
| Сводный рейтинг    | Сводный рейтинг                               |
| Агрегатор          | Оценка                                        |
| ------------------ | --------------------------------------------- |
| GameRankings       | 64,20 % (Crash Purple) 58,56 % (Spyro Orange) |
| Metacritic         | 67/100 (Crash Purple) 60/100 (Spyro Orange)   |
| Иноязычные издания |                                               |
| Издание            | Оценка                                        |
| Eurogamer          | 7/10 (Crash Purple) 4/10 (Spyro Orange)       |
| Game Informer      | 5,75/10 (Crash Purple) 5,75/10 (Spyro Orange) |
| GameSpot           | 7,7/10 (Crash Purple) 5,9/10 (Spyro Orange)   |
| GameSpy            | 3/5 (Crash Purple) 3/5 (Spyro Orange)         |
| GameZone           | 5,3/10 (Crash Purple) 6,5/10 (Spyro Orange)   |
| IGN                | 7/10 (Crash Purple)                           |
| Nintendo Power     | 7/10 (Crash Purple) 7,2/10 (Spyro Orange)     |
| Play (UK)          | C+ (Crash Purple)                             |

Игры получили смешанные отзывы, однако для Crash Bandicoot Purple критики выставили оценки куда выше, чем Spyro Orange.